# Línea SE704 (EMT Madrid)
El Servicio Especial (S.E.) codificado como SE704 de la EMT de Madrid une la Plaza de Castilla con el cementerio de Fuencarral.

## Características
Este Servicio Especial sólo funciona los domingos y festivos, y en su recorrido atraviesa el barrio de Castilla (Chamartín) así como el casco histórico de Fuencarral. El tramo entre la Plaza de Castilla y las Afueras a Valverde es prácticamente idéntico al recorrido de la línea 66 en ambos sentidos, únicamente que esta línea añade la parada del cementerio de Fuencarral.

## Horarios
| Domingos y festivos                          |                                              |                                              |                                              |                                              |                                              |                                              |                                              |                                              |                                              |                                              |                                              |                                              |                                              |                                              |                                              |                                              |                                              |
| Plaza de Castilla > Cementerio de Fuencarral | Plaza de Castilla > Cementerio de Fuencarral | Plaza de Castilla > Cementerio de Fuencarral | Plaza de Castilla > Cementerio de Fuencarral | Plaza de Castilla > Cementerio de Fuencarral | Plaza de Castilla > Cementerio de Fuencarral | Plaza de Castilla > Cementerio de Fuencarral | Plaza de Castilla > Cementerio de Fuencarral | Plaza de Castilla > Cementerio de Fuencarral | Cementerio de Fuencarral > Plaza de Castilla | Cementerio de Fuencarral > Plaza de Castilla | Cementerio de Fuencarral > Plaza de Castilla | Cementerio de Fuencarral > Plaza de Castilla | Cementerio de Fuencarral > Plaza de Castilla | Cementerio de Fuencarral > Plaza de Castilla | Cementerio de Fuencarral > Plaza de Castilla | Cementerio de Fuencarral > Plaza de Castilla | Cementerio de Fuencarral > Plaza de Castilla |
| 08                                           | 09                                           | 10                                           | 11                                           | 12                                           | 13                                           | 14                                           | 15                                           | 16                                           | 09                                           | 10                                           | 11                                           | 12                                           | 13                                           | 14                                           | 15                                           | 16                                           | 17                                           |
| 40                                           | 20                                           | 00 40                                        | 20                                           | 05 50                                        | 35                                           | 20                                           | 05 50                                        | 35                                           | 00 40                                        | 20                                           | 00 45                                        | 30                                           | 15                                           | 00 45                                        | 30                                           | 15                                           | 00                                           |

## Recorrido y paradas

### Sentido Cementerio de Fuencarral
La línea inicia su recorrido en la calle Mateo Inurria próxima a la Plaza de Castilla, desde donde circula hasta llegar a la plaza, y sale de la misma por el Paseo de la Castellana hacia el norte, circulando por la calzada lateral hasta el final de la vía, donde gira a la derecha para circular por la calle Viejas hasta desembocar en la calle Mauricio Legendre, que toma girando a la izquierda.
La línea llega al final de esta calle y cruza sobre la M-30 en un puente, al otro lado del cual empieza la Avenida del Llano Castellano, por la que se adentra en el casco histórico de Fuencarral. Recorre esta avenida entera y sigue de frente al final por la calle Nuestra Señora de Valverde, que recorre hasta llegar a la Glorieta de la Fuente de la Carra, donde toma la calle Afueras a Valverde.
Por esta calle circula hasta el final, cruzando sobre un puente la autovía M-607 para, al otro lado, incorporarse a la Avenida de Montercarmelo, al final de la cual está el Cementerio de Fuencarral, donde tiene su cabecera.
| Código | Parada                                                | Común con                                     | Conexiones con Metro | Otros |
| ------ | ----------------------------------------------------- | --------------------------------------------- | -------------------- | ----- |
| 5459   | PLAZA CASTILLA (C/ Mateo Inurria)                     | SE833                                         | Plaza de Castilla    |       |
| 1486   | Plaza Castilla                                        | 66 124 147 179                                | Plaza de Castilla    |       |
| 1487   | Castellana-José Vasconcelos                           | 66 67 124 134 135 147 173 174 175 176 178 179 |                      |       |
| 1488   | Castellana-Marqués Torrelaguna                        | 66 173 174 175 176 178                        |                      |       |
| 2653   | Cuatro Torres                                         | 66 173 174 175 176 178                        |                      |       |
| 2654   | Castellana-Manuel Caldeiro                            | 66 154                                        |                      |       |
| 2655   | Castellana-Hospital La Paz                            | 66 154                                        |                      |       |
| 2656   | Viejas-Cocheras EMT                                   | 66                                            |                      |       |
| 2662   | Llano Castellano-Francisco Sancha                     | 66 124 137 154                                |                      |       |
| 2664   | Llano Castellano-Manuel Tovar                         | 66 124 137                                    |                      |       |
| 2666   | Llano Castellano-Valdegovia                           | 66 124 137 154                                |                      |       |
| 2668   | Llano Castellano-Herrera Oria                         | 66 124 137                                    |                      |       |
| 2670   | Nuestra Señora de Valverde-Islas Jarvi                | 66 137                                        |                      |       |
| 2672   | Nuestra Señora de Valverde-Sumatra                    | 66 137 154                                    |                      |       |
| 2674   | Nuestra Señora de Valverde-Manuel Villarta            | 66 137                                        |                      |       |
| 2676   | Fuente de la Carra                                    | 66 137                                        |                      |       |
| 2678   | Afueras a Valverde                                    | 66 137                                        |                      |       |
| 4486   | CEMENTERIO DE FUENCARRAL (Avda. de Montecarmelo, s/n) |                                               |                      |       |

### Sentido Plaza de Castilla
El recorrido de vuelta es igual al de ida pero en sentido contrario excepto en el tramo que atraviesa el barrio de Castilla (Chamartín), circulando por la calle Mauricio Legendre en su totalidad, siguiendo de frente por la calle Enrique Larreta y al final de la misma se incorpora a la calle Mateo Inurria, donde tiene su cabecera.
| Código | Parada                                                | Común con      | Conexiones con Metro | Otros |
| ------ | ----------------------------------------------------- | -------------- | -------------------- | ----- |
| 4486   | CEMENTERIO DE FUENCARRAL (Avda. de Montecarmelo, s/n) |                |                      |       |
| 2679   | Afueras a Valverde                                    | 66 137         |                      |       |
| 2677   | Fuente de la Carra                                    | 66 137         |                      |       |
| 2675   | Nuestra Señora de Valverde-Manuel Villarta            | 66 137         |                      |       |
| 2673   | Nuestra Señora de Valverde-Sumatra                    | 66 137 154     |                      |       |
| 2671   | Nuestra Señora de Valverde-Islas Jarvi                | 66 137         |                      |       |
| 2669   | Llano Castellano-Herrera Oria                         | 66 124 137     |                      |       |
| 2667   | Llano Castellano-Valdegovia                           | 66 124 137 154 |                      |       |
| 2663   | Llano Castellano-Francisco Sancha                     | 66 124 137 154 |                      |       |
| 2657   | Mauricio Legendre-Cocheras EMT                        | 66 154         |                      |       |
| 2658   | Mauricio Legendre-Manuel Caldeiro                     | 66 154         |                      |       |
| 2659   | Mauricio Legendre-Estación de Chamartín               | 66 154         |                      |       |
| 2660   | Mauricio Legendre-José Vasconcelos                    | 66             |                      |       |
| 2661   | Mauricio Legendre-Agustín de Foxá                     | 66             |                      |       |
| 5459   | PLAZA CASTILLA (C/ Mateo Inurria)                     | SE833          | Plaza de Castilla    |       |